# Gonystylus
Genre
Gonystylus est un genre de la famille des Thymelaeaceae, dont plusieurs espèces donnent le bois précieux appelé « ramin ».

## Liste d'espèces
Selon Catalogue of Life (25 juillet 2018) :
- Gonystylus acuminatus AiryShaw
- Gonystylus affinis Radlk.
- Gonystylus areolatus Domke ex Airy Shaw
- Gonystylus augescens Ridl.
- Gonystylus bancanus (Miq.) Kurz
- Gonystylus borneensis (van Tiegh.) Gilg
- Gonystylus brunnescens Airy Shaw
- Gonystylus calophylloides Airy Shaw
- Gonystylus calophyllus Gilg
- Gonystylus confusus Airy Shaw
- Gonystylus consanguineus Airy Shaw
- Gonystylus costalis Airy Shaw
- Gonystylus decipiens Airy Shaw
- Gonystylus eximius Airy Shaw
- Gonystylus forbesii Gilg
- Gonystylus glaucescens Airy Shaw
- Gonystylus keithii Airy Shaw
- Gonystylus lucidulus Airy Shaw
- Gonystylus macrocarpus C.T. White
- Gonystylus macrophyllus (Miq.) Airy Shaw
- Gonystylus maingayi Hook.fil.
- Gonystylus micranthus Airy Shaw
- Gonystylus nervosus Airy Shaw
- Gonystylus nobilis Airy Shaw
- Gonystylus othmarii C.S. Tawan
- Gonystylus pendulus Airy Shaw
- Gonystylus pluricornis Radlk.
- Gonystylus punctatus A. C.Smith
- Gonystylus reticulatus (Elm.) Merr.
- Gonystylus spectabilis Airy Shaw
- Gonystylus stenosepalus Airy Shaw
- Gonystylus velutinus Airy Shaw
- Gonystylus xylocarpus Airy Shaw

Selon GRIN (25 juillet 2018) :
- Gonystylus acuminatus Airy Shaw
- Gonystylus aerolatus Domke ex Airy Shaw
- Gonystylus affinis Radlk.
- Gonystylus augescens Ridl.
- Gonystylus bancanus (Miq.) Kurz
- Gonystylus borneensis (Tiegh.) Gilg
- Gonystylus brunnescens Airy Shaw
- Gonystylus calophylloides Airy Shaw
- Gonystylus calophyllus Gilg
- Gonystylus confusus Airy Shaw
- Gonystylus consanguineus Airy Shaw
- Gonystylus costalis Airy Shaw
- Gonystylus decipiens Airy Shaw
- Gonystylus eximius Airy Shaw
- Gonystylus forbesii Gilg
- Gonystylus glaucescens Airy Shaw
- Gonystylus keithii Airy Shaw
- Gonystylus lucidulus Airy Shaw
- Gonystylus macrophyllus (Miq.) Airy Shaw
- Gonystylus maingayi Hook. f.
- Gonystylus micranthus Airy Shaw
- Gonystylus nervosus Airy Shaw
- Gonystylus nobilis Airy Shaw
- Gonystylus othmanii Tawan
- Gonystylus pendulus Airy Shaw
- Gonystylus reticulatus Merr.
- Gonystylus spectabilis Airy Shaw
- Gonystylus stenosepalus Airy Shaw
- Gonystylus velutinus Airy Shaw
- Gonystylus xylocarpus Airy Shaw

Selon ITIS (25 juillet 2018) :
- Gonystylus acuminatus Airy Shaw
- Gonystylus aerolatus Domke ex Airy Shaw
- Gonystylus affinis Radlk.
- Gonystylus augescens Ridl.
- Gonystylus bancanus (Miq.) Kurz
- Gonystylus borneensis (Tiegh.) Gilg
- Gonystylus brunnescens Airy Shaw
- Gonystylus calophylloides Airy Shaw
- Gonystylus calophyllus Gilg
- Gonystylus confusus Airy Shaw
- Gonystylus consanguineus Airy Shaw
- Gonystylus costalis Airy Shaw
- Gonystylus decipiens Airy Shaw
- Gonystylus eximius Airy Shaw
- Gonystylus forbesii Gilg
- Gonystylus glaucescens Airy Shaw
- Gonystylus keithii Airy Shaw
- Gonystylus lucidulus Airy Shaw
- Gonystylus macrocarpus C.T. White
- Gonystylus macrophyllus (Miq.) Airy Shaw
- Gonystylus maingayi Hook. f.
- Gonystylus micranthus Airy Shaw
- Gonystylus nervosus Airy Shaw
- Gonystylus nobilis Airy Shaw
- Gonystylus othmanii Tawan
- Gonystylus pendulus Airy Shaw
- Gonystylus punctatus A.C. Sm.
- Gonystylus reticulatus Merr.
- Gonystylus spectabilis Airy Shaw
- Gonystylus stenosepalus Airy Shaw
- Gonystylus velutinus Airy Shaw
- Gonystylus warburgianus Gilg ex Domke
- Gonystylus xylocarpus Airy Shaw

Selon The Plant List (25 juillet 2018) :
- Gonystylus acuminatus Airy Shaw
- Gonystylus affinis Radlk.
- Gonystylus areolatus Domke ex Airy Shaw
- Gonystylus augescens Ridl.
- Gonystylus bancanus (Miq.) Kurz
- Gonystylus borneensis (Tiegh.) Gilg
- Gonystylus brunnescens Airy Shaw
- Gonystylus calophylloides Airy Shaw
- Gonystylus calophyllus Gilg
- Gonystylus confusus Airy Shaw
- Gonystylus consanguineus Airy Shaw
- Gonystylus costalis Airy Shaw
- Gonystylus decipiens Airy Shaw
- Gonystylus eximius Airy Shaw
- Gonystylus forbesii Gilg
- Gonystylus glaucescens Airy Shaw
- Gonystylus keithii Airy Shaw
- Gonystylus lucidulus Airy Shaw
- Gonystylus macrocarpus C.T.White
- Gonystylus macrophyllus (Miq.) Airy Shaw
- Gonystylus maingayi Hook.f.
- Gonystylus micranthus Airy Shaw
- Gonystylus nervosus Airy Shaw
- Gonystylus nobilis Airy Shaw
- Gonystylus othmanii Tawan
- Gonystylus pendulus Airy Shaw
- Gonystylus punctatus A.C.Sm.
- Gonystylus reticulatus (Elmer) Merr.
- Gonystylus spectabilis Airy Shaw
- Gonystylus stenosepalus Airy Shaw
- Gonystylus velutinus Airy Shaw
- Gonystylus xylocarpus Airy Shaw

Selon Tropicos (25 juillet 2018) (Attention liste brute contenant possiblement des synonymes) :
- Gonystylus acuminatus Airy Shaw
- Gonystylus affinis Radlk.
- Gonystylus areolatus Domke ex Airy Shaw
- Gonystylus augescens Ridl.
- Gonystylus bancanus (Miq.) Kurz
- Gonystylus beccarianus Tiegh.
- Gonystylus borneensis (Tiegh.) Gilg
- Gonystylus brunnescens Airy Shaw
- Gonystylus calophylloides Airy Shaw
- Gonystylus calophyllus Gilg
- Gonystylus confusus Airy Shaw
- Gonystylus consanguineus Airy Shaw
- Gonystylus costalis Airy Shaw
- Gonystylus decipiens Airy Shaw
- Gonystylus eximius Airy Shaw
- Gonystylus forbesii Gilg
- Gonystylus glaucescens Airy Shaw
- Gonystylus hackenbergii Diels
- Gonystylus keithii Airy Shaw
- Gonystylus lucidulus Airy Shaw
- Gonystylus macrocarpus C.T. White
- Gonystylus macrophyllus (Miq.) Airy Shaw
- Gonystylus maingayi Hook. f.
- Gonystylus micranthus Airy Shaw
- Gonystylus nervosus Airy Shaw
- Gonystylus nobilis Airy Shaw
- Gonystylus obovatus Merr.
- Gonystylus othmanii Tawan
- Gonystylus pendulus Airy Shaw
- Gonystylus philippinensis Elmer
- Gonystylus pluricornis Radlk.
- Gonystylus punctatus A.C. Sm.
- Gonystylus reticulatus (Elmer) Merr.
- Gonystylus spectabilis Airy Shaw
- Gonystylus stenosepalus Airy Shaw
- Gonystylus sympetala Steenis & Domke
- Gonystylus velutinus Airy Shaw
- Gonystylus warburgianus Gilg ex Domke
- Gonystylus xylocarpus Airy Shaw